# 1800 dans le catholicisme
Chronologie du catholicisme
- 1796
- 1797
- 1798
- 1799
- 1800
- 1801
- 1802
- 1803
- 1804

Cet article présente les faits marquants de l'année 1800 dans le catholicisme.

## Évènements
- 14 mars : Fin du conclave consécutif au décès du pape Pie VI et réuni à Venise à compter du 30 novembre 1799, avec l'élection de Pie VII.
- 15 mai : Encyclique Diu satis de Pie VII, à l'occasion de son élection, sur le retour aux principes évangéliques.
- 24 mai : Encyclique Ex quo Ecclesiam de Pie VII à propos d'un jubilé.
- 11 août : Création de 2 cardinaux par Pie VII.
- 17 août : Consécration épiscopale de  Francesco Castiglioni, futur pape Pie VIII.
- 20 octobre : Création d'un cardinal par Pie VII.

## Naissances
- 11 janvier : Ányos Jedlik, prêtre bénédictin, ingénieur et physicien hongrois († 13 décembre 1895)
- 19 février : Bienheureuse Émilie Gamelin, laïque canadienne, fondatrice des Sœurs de la Providence de Montréal († 23 septembre 1851)
- 21 février : Jean Marie Mathias Debelay, prélat français, archevêque d'Avignon († 27 septembre 1863)
- 25 février : 
  - Jean-Marie Odin, prélat et missionnaire français, archevêque de La Nouvelle-Orléans († 25 mai 1870)
  - Louis Eugène Regnault, prélat français, évêque de Chartres († 3 août 1889)
- 26 février : John Baptist Purcell, prélat irlando-américain, premier archevêque de Cincinnati († 4 juillet 1883)
- 11 avril : Joseph Deharbe, prêtre jésuite, missionnaire et catéchiste français († 8 novembre 1871)
- 9 mai : Bienheureuse Annonciade Cocchetti, religieuse italienne, fondatrice des Sœurs de Sainte Dorothée de Cemmo († 23 mars 1882)
- 20 mai : Antoine-Adolphe Dupuch, prélat français, premier évêque d'Alger († 11 juillet 1856)
- 30 mai : Henri de Bonnechose, cardinal français, archevêque de Rouen († 28 octobre 1883)
- 6 juin : Léon-Raymond de Neckère, prélat et missionnaire belge, évêque de La Nouvelle-Orléans († 4 septembre 1833)
- 10 juin : François Robitaille, prêtre français († 27 novembre 1886)
- 21 juin : Pierre Verhaegen, prêtre jésuite et missionnaire belge, premier recteur de l’université de Saint-Louis († 21 juillet 1868)
- 6 juillet : Karl August von Reisach, cardinal allemand de la Curie († 22 décembre 1869)
- 3 août : Angelo Ramazzotti, cardinal italien, patriarche de Venise († 24 septembre 1861)
- 6 août : Jean-Justin Monlezun, prêtre et historien français († 3 juin 1859)
- 14 août : François-Marie Vibert, prélat savoyard, évêque de Maurienne († 31 octobre 1876)
- 5 septembre : Jacques-Paul Migne, prêtre, journaliste et éditeur français († 24 octobre 1875)
- 9 septembre : François-Augustin Delamare, prélat français, archevêque d'Auch († 26 juillet 1871)
- 20 septembre : Jean-Pierre Mabile, prélat français, évêque de Versailles († 7 mai 1877)
- 30 septembre : Saint Jérôme Hermosilla, prélat dominicain et missionnaire espagnol, vicaire apostolique du Tonkin oriental, martyr († 1er novembre 1861)
- 1er octobre : Louise Lemarchand, religieuse française, cofondatrice des Filles de Sainte Marie de la Présentation († 19 novembre 1885)
- 9 octobre : 
  - Louis-Auguste Delalle, prélat français, évêque de Rodez († 6 juin 1871)
  - Saint Justin de Jacobis, prélat et missionnaire italien, vicaire apostolique d'Abyssinie († 31 juillet 1860)
- 10 octobre : Louis Jasieński, prêtre dominicain et révolutionnaire polonais († 1842)
- 23 octobre : Enrico Orfei, cardinal italien, archevêque de Ravenne († 22 décembre 1871)
- 26 octobre : Michael von Deinlein, prélat allemand, archevêque de Bamberg († 4 janvier 1875)
- 28 octobre : Dominique Galvano, prélat italien, évêque de Nice († août 1855)
- 21 novembre : Georges Carrel, prêtre et scientifique italien († 23 mai 1870)
- 16 décembre : Pierre Dalmond, prélat et missionnaire français, vicaire apostolique de Madagascar († 22 septembre 1847)
- 18 décembre : Bienheureuse Anne Marie Janer i Anglarill, religieuse espagnole, fondatrice des Sœurs de la Sainte Famille d'Urgell († 11 janvier 1885)
- 25 décembre : Manuel Bento Rodrigues da Silva, cardinal portugais, patriarche de Lisbonne († 26 septembre 1869)

## Décès
- 10 janvier : Federico Maria Giovanelli, prélat italien, patriarche de Venise (° 26 décembre 1726)
- 13 janvier : Gabriel Fabricy, prêtre dominicain, théologien et bibliographe français (° 1725)
- 28 janvier : Gaspar da Madre de Deus, religieux bénédictin et historien brésilien (° 9 février 1715)
- 10 février : Vincenzo Maria Altieri, cardinal italien de la Curie (° 12 décembre 1727)
- 12 février : Jean-Félix de Cayla de la Garde, prêtre français, député aux États généraux (° 19 février 1734)
- 9 mars : René Héraudin, prêtre révolutionnaire français, évêque constitutionnel français de l'Indre (° 2 février 1722)
- 16 mars : Jean-Joseph Casot, prêtre jésuite et missionnaire belge (° 4 octobre 1728)
- 8 avril : Andrea Gioannetti, cardinal italien, archevêque de Bologne (° 6 janvier 1722)
- 7 mai : John Butler, prélat irlandais, évêque de Cork, démissionnaire pour se marier (° 1731)
- 15 mai : Jean-Joseph Rigouard, prêtre et homme politique français, évêque constitutionnel du Var (° 1er octobre 1735)
- 20 mai : Joseph-Anne-Luc Falcombelle de Ponte d'Albaret, prélat français, dernier évêque de Sarlat (° 18 octobre 1736)
- 26 mai : Alonso Núñez de Haro y Peralta, prélat et homme d'État espagnol, vice-roi de Nouvelle-Espagne et archevêque de Mexico (° 31 octobre 1729)
- 8 juin : Duval-Pyrau, prêtre et écrivain belge (° 4 octobre 1737)
- 27 juin : Giovanni Battista Bussi de Pretis, cardinal italien, évêque de Jesi (° 11 septembre 1721)
- 14 juillet : Lorenzo Mascheroni, prêtre, géomètre et homme politique italien (° 13 mai 1750)
- 10 août : Angelo Maria Bandini, prêtre, bibliothécaire, collectionneur et écrivain italien (° 25 septembre 1726)
- 17 août : Louis Sébastien Jacquet de Malzet, prêtre, écrivain et inventeur français (° 1715)
- 20 août : Charles Eugène de Bernier de Pierrevert, prêtre français (° 23 juillet 1751)
- 21 août : Jean-François Godescard, prêtre, auteur et traducteur français (° 30 mars 1728)
- 3 septembre : François de Bonal, prélat français, évêque de Clermont, député du clergé aux États généraux (° 9 mai 1734)
- 4 septembre : Ignace Michel III Jarweh, prélat syrien, patriarche d'Antioche des Syriaques (° 3 janvier 1730)
- 8 septembre : Vincent Fustér, prêtre franciscain et missionnaire espagnol (° date inconnue)
- 23 septembre : Dominique de La Rochefoucauld, cardinal français, archevêque de Rouen (° 26 septembre 1712)
- Octobre : Adam Stanisław Krasiński, prélat polonais, évêque de Kamianets-Podilsky (° 4 avril 1714)
- 8 octobre : Gilles Déric, prêtre réfractaire et historien français (° 30 mai 1726)
- 12 octobre : Antoine Benoit, prêtre et homme politique français (° 17 décembre 1718)
- 15 octobre : Jean Depaquy, religieux cistercien, dernier supérieur de l'abbaye de Pontigny (° 7 juin 1744)
- 27 octobre : 
  - Bernard de Labrousse de Beauregard, prêtre réfractaire français, député du clergé aux États généraux (° 2 juin 1735)
  - Vincenzo Ranuzzi, cardinal italien, diplomate du Saint-Siège, évêque d'Ancône (° 1er octobre 1726)
- 1er novembre : Bernard Font, prêtre français, évêque constitutionnel de l'Ariège  (° 27 octobre 1723)
- 19 novembre : Yves Marie Audrein, prêtre et homme politique français, évêque constitutionnel du Finistère, assassiné (° 14 octobre 1741)
- 25 novembre : Vito Caravelli, prêtre et mathématicien italien (° 1724)
- 8 décembre : Emmanuel-Louis de Cugnac, prélat réfractaire français, dernier évêque de Lectoure (° 1729)